# Крістіан Тот
Крістіан Тот (угор. Tóth Krisztián, нар. 1 травня 1994) — угорський дзюдоїст, бронзовий призер Олімпійських ігор 2020 року.

## Виступи на Олімпіадах
| Олімпіада           | Дисципліна | Місце |
| ------------------- | ---------- | ----- |
| Ріо-де-Жанейро 2016 | до 90 кг   | 9     |
| Токіо 2020          | до 90 кг   | 3     |